# Spider-Man (soundtrack)
Spider-Man: Music from and Inspired by is de originele soundtrack, met nummers van en geïnspireerd door diverse artiesten voor de film Spider-Man uit 2002 van Sam Raimi. Het album werd uitgebracht op 30 april 2002 door Columbia Records, Roadrunner Records, Island Records en Sony Music Soundtrax.
Hoewel het een deel van de filmmuziek van Danny Elfman bevat, werd een completer album van Elfmans werk uitgebracht als Spider-Man: Original Motion Picture Score.

## Spider-Man: Music from and Inspired by

### Tracklijst
| 1.                 | Theme from Spider-Man                                                        | 1:01 |
| 2.                 | Hero – Chad Kroeger featuring Josey Scott                                    | 3:20 |
| 3.                 | What We're All About (The Original Version) – Sum 41 featuring Kerry King    | 3:35 |
| 4.                 | Learn to Crawl – Black Lab                                                   | 3:36 |
| 5.                 | Somebody Else – Bleu                                                         | 3:38 |
| 6.                 | Bug Bytes – Alien Ant Farm                                                   | 3:32 |
| 7.                 | Blind – Default                                                              | 3:11 |
| 8.                 | Bother – Corey Taylor                                                        | 4:00 |
| 9.                 | Shelter – Greenwheel                                                         | 3:32 |
| 10.                | When It Started – The Strokes                                                | 2:56 |
| 11.                | Hate to Say I Told You So – The Hives                                        | 3:22 |
| 12.                | Invisible Man – Theory of a Deadman                                          | 2:40 |
| 13.                | Undercover – Pete Yorn                                                       | 3:59 |
| 14.                | My Nutmeg Phantasy (Morello Mix) – Macy Gray featuring Angie Stone & Mos Def | 4:29 |
| 15.                | I - IV - V – Injected                                                        | 3:03 |
| 16.                | She Was My Girl – Jerry Cantrell                                             | 4:18 |
| 17.                | Main Titles – Danny Elfman                                                   | 3:42 |
| 18.                | Farewell – Danny Elfman                                                      | 4:43 |
| 19.                | Theme from Spider-Man – Aerosmith                                            | 2:57 |
| 20.                | Like A Gunshot * – Lee-Hom Wang                                              | 4:03 |
| 21.                | Even * – Greyhoundz                                                          | 3:46 |
| 22.                | Dunia ** – /rif                                                              | 4:25 |
| 23.                | Moss (Dead Water Love) *** – Crash                                           | 4:56 |
| Totale duur: 65:00 |                                                                              |      |

(*) Bonustrack Aziatische editie
(**) Bonustrack Indonesische editie
(***) Bonustrack Koreaanse editie

## Spider-Man: Original Motion Picture Score
Spider-Man: Original Motion Picture Score is de originele soundtrack met de volledige filmmuziek, gecomponeerd door Danny Elfman voor de film Spider-Man uit 2002 van Sam Raimi. Het album werd uitgebracht op 4 juni 2002 door Sony Music Soundtrax.
De filmmuziek combineert traditionele orkestratie, etnische percussie en elektronische elementen. De onderscheidende etnische kenmerken worden toegeschreven aan de componist Danny Elfman, die een jaar in Afrika doorbracht om de unieke percussieve variëteit te bestuderen.

### Tracklijst
Alle muziek is geschreven door Danny Elfman.
| 1.                 | Main Title            | 3:31 |
| 2.                 | Transformations       | 3:31 |
| 3.                 | Costume Montage       | 1:19 |
| 4.                 | Revenge               | 6:13 |
| 5.                 | First Web             | 0:56 |
| 6.                 | Something's Different | 1:17 |
| 7.                 | City Montage          | 1:50 |
| 8.                 | Alone                 | 1:37 |
| 9.                 | Parade Attack         | 3:54 |
| 10.                | Specter of the Goblin | 3:47 |
| 11.                | Revelation            | 2:32 |
| 12.                | Getting Through       | 2:05 |
| 13.                | Final Confrontation   | 7:19 |
| 14.                | Farewell              | 3:11 |
| 15.                | End Credits           | 1:54 |
| Totale duur: 44:55 |                       |      |

## Heruitgave
In 2022 kondigde La-La Land Records aan dat het op 29 november een uitgebreide versie van Elfmans Spider-Man-soundtrack zou uitbrengen, samenvallend met de 20e verjaardag van de film. Het album bevat verschillende eerder niet uitgebrachte en alternatieve tracks en cues.

## Prijzen en nominaties
| Jaar | Prijs         | Categorie                                                                          | Genomineerde(n)            | Uitslag     |
| ---- | ------------- | ---------------------------------------------------------------------------------- | -------------------------- | ----------- |
| 2003 | Grammy Awards | Best Score Soundtrack Album for a Motion Picture, Television or Other Visual Media | Danny Elfman               | Genomineerd |
| 2003 | Grammy Awards | Best Song Written for a Motion Picture, Television or Other Visual Media           | Chad Kroeger (voor "Hero") | Genomineerd |